# Smicromorpha doddi
Smicromorpha doddi är en stekelart som beskrevs av Girault 1913. Smicromorpha doddi ingår i släktet Smicromorpha och familjen bredlårsteklar. Inga underarter finns listade i Catalogue of Life.